# فيل أونيل
فيل أونيل (بالإنجليزية: Phil O'Neill)‏ هو سياسي أسترالي، ولد في 6 يونيو 1941. حزبياً، نشط في حزب العمال الأسترالي. وقد انتخب عضو الجمعية التشريعية نيو ساوث ويلز.